# شارون جونز
شارون جونز (بالإنجليزية: Sharon Jones)‏ هي مغنية أمريكية، ولدت في 4 مايو 1956 في أوغستا في الولايات المتحدة، وتوفيت في 18 نوفمبر 2016 في كوبرستاون في الولايات المتحدة بسبب سرطان البنكرياس.

## وصلات خارجية
- الموقع الرسمي
- شارون جونز على موقع IMDb (الإنجليزية)
- شارون جونز على موقع ميوزك برينز (الإنجليزية)
- شارون جونز على موقع رولينغ ستون (الإنجليزية)
- شارون جونز على موقع أول ميوزيك (الإنجليزية)
- شارون جونز على موقع ديسكوغز (الإنجليزية)
- شارون جونز على موقع قاعدة بيانات الفيلم (الإنجليزية)